# Everton Luiz Guimarães Bilher
Everton Luiz Guimarães Bilher (nascut el 24 de maig de 1988 a Porto Alegre, Brasil), més conegut com a Everton Luiz, és un futbolista professional brasiler que juga de defensiu migcampista pel Partizan de Belgrad.

## Carrera esportiva
Everton ell va jugar per al Ponte Preta, Ponte Preta, Palmeiras B, Marília, Bragantino, CRB, San Luis FC i Criciúma.
L'any 2013 es trasllada a Europa, a AC Lugano.
El juny de 2014, l'Everton es va traslladar a FC St. Gallen.
El 6 de gener de 2016 l'Everton es va traslladar a Partizan de Belgrad.